# Ivo van Chartres

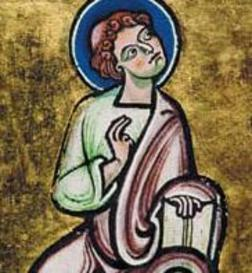
Icoon (11e eeuw), voorstellende Ivo van Chartres

Ivo van Chartres (Yves) (ca. 1040 – 1115) was bisschop van Chartres van 1090 tot 1115. De heilige Ivo was een belangrijk kerkelijk figuur en was een rechter van het canoniek recht tijdens de Investituurstrijd.
Ivo studeerde te Parijs en later aan de abdij van Bec in Normandië onder Lanfranc van Pavia. Daar zal hij Anselmus van Aosta hebben ontmoet, die evenals Lanfranc aartsbisschop van Canterbury zou worden. Naar de wens van zijn bisschop werd Ivo in 1078 prior in Beauvais. Twaalf jaar later werd hij benoemd tot bisschop van Chartres als opvolger van Geoffroy van Chartres, die deze positie sinds 1077 had bekleed. Ivo ontpopte zich in die rol als een fel bestrijder van simonie.
Als bisschop en rechtsgeleerde moest hij de politiek van Filips I van Frankrijk afkeuren. Filips verstootte zijn echtgenote Bertha van Holland om in 1092 te kunnen trouwen met Bertrada van Montfort. Voor zijn kennelijk te luidruchtige oppositie zat Ivo zelfs enige tijd gevangen.
Ivo schreef onder meer twee uitgebreide canonieke werken, omstreeks 1094 een Decretum en na 1095 de Panormia.
Enkele ideeën uit deze boeken werkten door in het Concordaat van Worms in 1122. Daarnaast was hij een onuitputtelijk briefschrijver.
De naamdag van de heilige Ivo wordt sinds 1570 gevierd op 20 of 23 mei. Het is niet bekend wanneer hij werd gecanoniseerd.